# Kehlani
Kehlani Ashley Parrish (Oakland, 24 april 1995) is een Amerikaanse singer-songwriter. Van 2009 tot 2011 was Kehlani de leadzanger van de popgroep PopLyfe. Na het verlaten van de groep, startte Kehlani een eigen zangcarrière. Diens muziek is een eigentijdse mix van popmuziek, hiphop, moderne r&b, neo-soul en metal. Kehlani identificeert zich als non-binair en gebruikt zowel genderneutrale als vrouwelijke voornaamwoorden (in het Engels: she/they).

## Biografie
Kehlani groeide op in Oakland, Californië. De zanger is geadopteerd en opgevoed door diens tante, omdat diens moeder een gevangenisstraf uitzat vanwege een drugsverslaving. Kehlani's vader, die eveneens een drugsverslaving had, overleed aan een overdosis toen Kehlani nog een peuter was. Als tiener ging de artiest naar de Oakland School for the Arts, waar die aanvankelijk lessen kreeg in ballet en moderne dans. Echter, na een knieblessure richtte Kehlani zich op zang in plaats van dans. Kehlani liet zich inspireren door het muzikale werk van Lauryn Hill, Erykah Badu en Jill Scott.

## Carrière
In 2009, op 14-jarige leeftijd, werd de zanger gevraagd om deel uit te maken van de popgroep PopLyfe. In 2011 nam de groep deel aan seizoen 6 van America's Got Talent, waar ze op de 4e plek eindigden. Na de afloop van America's Got Talent, verliet Kehlani PopLyfe wegens management- en contractuele geschillen. Na het verlaten van de groep was Kehlani tijdelijk dakloos. Gedurende deze periode had de artiest meerdere baantjes tegelijk, waaronder het verkopen van wiet om rond te komen. Na het uitbrengen van diens eerste solo-track "ANTISUMMERLUV" op SoundCloud, trok die de aandacht van toenmalige America's Got Talent jurylid Nick Cannon. Cannon was onder de indruk van Kehlani’s talent en ondersteunde de artiest in diens carrière. Zo bracht hij Kehlani in contact met muziekproducenten en regelde huisvesting in onder andere New York.

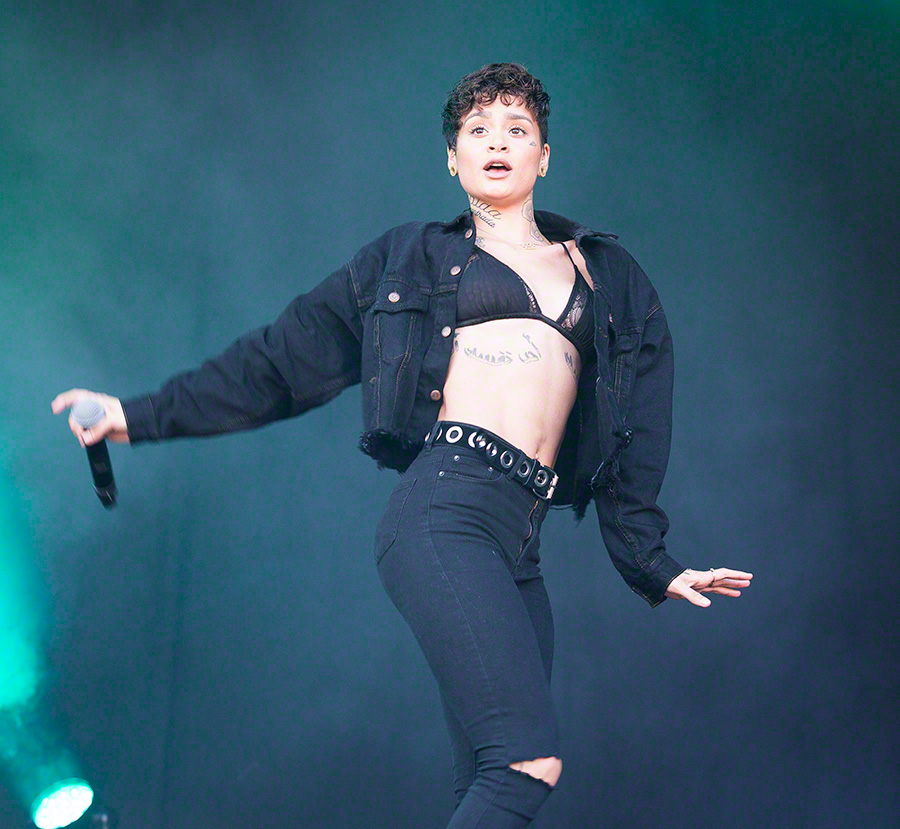
Kehlani in 2016

## Persoonlijk leven
Tijdens een Instagram live video in 2021 maakte Kehlani bekend dat die zich identificeert als lesbisch. In datzelfde jaar gaf de artiest in een interview met Byrdie Magazine aan de voorkeur te geven aan het persoonlijke voornaamwoord "they" (die) boven "she" (zij). Kehlani vertelde: "... something feels really affirming when people say they ... it feels like you really see me".
In 2019 beviel Kehlani van een dochter.

## Discografie
- SweetSexySavage (2017)
- It Was Good Until It Wasn't (2020)
- Blue Water Road (2022)
- Crash (2024)